# Kelsey Chow
Kelsey Asbille Chow  (* 9. září 1991, Columbia, USA) je americká herečka. Je známá díky své roli Mikayly ze sitcomu od Disney XD Královská dvojčata. Mezi lety 2005–2009 hrála menší roli Gigi Silveri v dramatickém seriálu One Tree Hill. Zahrála si také Tracy Stewart v seriálu Vlčí mládě a to v letech 2015–2016.

## Životopis
Kelsey otec pochází z Číny a její matka z Anglie. Narodila se v Columbii v Jižní Karolíně a opravdu velmi málo mluví mandarinštinou. Má dva mladší sourozence, o dva roky mladšího bratra a o osm let mladší sestru. Navštěvovala střední školu Hammond School. V New Yorku navštěvovala Kolumbijskou univerzitu.

## Kariéra
Poté, co získala zkušenosti v místním divadle se přesunula k televizním rolí. Poprvé se objevila na obrazovkách v roce 2005, kdy získala roli Gigi Silveri v seriálu stanice CW One Tree Hill. V seriálu hrála až do roku 2009. V roce 2008 získala hostující roli v seriálu Sladký život Zacka a Codyho. Vedlejší roli získala v Disney Channel původním filmu Bratr rádce. V roce 2010 získala hlavní roli v Disney XD seriálu Královská dvojčata.
V roce 2012 získala malou roli ve filmu Amazing Spider-Man. Později v roce byla obsazena do filmu Run.
V roce 2014 byla obsazena do seriálu stanice FOX Hieroglyph, ale seriál byl zrušen před premiérou. Později v roce se objevila ve videoklipu Hayley Kiyoko k písničce "Girls Like Girls".Jako Tracy Stewart se objevila v seriálu stanice MTV Vlčí mládě. V roce 2017 si zahrála ve filmu Wind River. Od roku 2018 hraje v seriálu Yellowstone jednu z hlavních rolí, a to Monicu Dutton.

## Filmografie

### Film
| Rok  | Název              | Role                 | Poznámky            |
| ---- | ------------------ | -------------------- | ------------------- |
| 2009 | My Sweet Misery    | Přítelkyně minulosti |                     |
| 2012 | Amazing Spider-Man | Sally Avril          |                     |
| 2013 | Běh o život        | Emily Baltimore      |                     |
| 2013 | Sladké letní víno  | Brit                 |                     |
| 2015 | Full of Grace      | Zara                 |                     |
| 2015 | Chicago Sanitation | sanitární pracovnice | krátkometrážní film |
| 2017 | Wind River         | Natalie              |                     |

### Televize
| Rok       | Název                       | Role            | Poznámky                         |
| --------- | --------------------------- | --------------- | -------------------------------- |
| 2005–09   | One Tree Hill               | Gigi Silveri    | vedlejší role, 18 dílů           |
| 2008      | Sladký život Zacka a Codyho | Dakota          | díl: „Romancing the Phone“       |
| 2010      | Brat rádce                  | Matisse Burrows | TV film                          |
| 2010–13   | Královská dvojčata          | Mikayla         | hlavní role, 63 dílů             |
| 2011      | Friends for Change Games    | Samu sebe       | TV speciál                       |
| 2012      | Napálené celebrity          | Samu sebe       | díl: „Lucy Hale“                 |
| 2014      | Tři kluci a nemluvně        | Stephanie       | díl: „An Affair Not to Remember“ |
| 2014      | Hieroglyph                  | Lotus Tenry     | neprodaný televizní pilotní díl  |
| 2015–2016 | Vlčí mládě                  | Tracy Stewart   | vedlejší role (5. řada), 13 dílů |
| 2017      | Embeds                      | Marrisa         | 6 dílů                           |
| 2018      | Brimming with Love          | Allie Morgan    | TV film                          |
| 2018      | Splitting Up Together       | Charlotte       | díly: „Street Meat“ a „Pilot“    |
| 2018–2024 | Yellowstone                 | Monica Dutton   | hlavní role                      |
| 2019      | Gaslight                    | Rebecca         | díl: „Chapter 1“                 |

### Hudební videa
| Rok  | Název              | Role          | Poznámky |
| ---- | ------------------ | ------------- | -------- |
| 2013 | „Sleepwalker“      | Bonnie McKee  |          |
| 2015 | „Girls Like Girls“ | Hayley Kiyoko |          |